# التهاب رئوي خلالي مجهول السبب
التهاب الرئة الخلالي مجهول السبب أو التهاب الرئة غير المعدي (بالإنجليزية: Idiopathic interstitial pneumonia)‏ هو تصنيف لأمراض خلالية رئوية. ويشمل سبعة أنواع ثانوية معروفة.

## التصنيف
التصنيف قد يكون معقدا، لكن التعاون بين المعالج السريري والمختص بالأشعة والمختص بعلم الأمراض يمكن أن يساعد في اعطاء تشخيص أكثر دقة.
يمكن تصنيف التهاب الرئة الخلالي مجهول السبب وفق المظهر النسيجي إلى ما يلي:
| المظهر النسيجي                       | العلاقة السريرية |
| ------------------------------------ | --- |
| التهاب الرئة الخلالي التوسفي (DIP)   | DIP |
| التأذي السنخي المنتشر (DAD)          | متلازمة الضائقة التنفسية الحادة (ARDS)، الالتهاب الرئوي الخلالي الحاد (AIP)، إصابة الرئة الحادة المتعلقة بنقل الدم (TRALI) |
| التهاب الرئة الخلالي اللانوعي (NSIP) | NSIP |
| التهاب القصيبات التنفسي              | التهاب القصيبات التنفسي الرئوي الخلالي (RB-ILD)                                                                            |
| التهاب الرئة الخلالي المعتاد (UIP)   | داء كولاجيني وعائي (CVD)، التليف الرئوي مجهول السبب (IPF)، التسمم الدوائي، تغبر الرئة                                      |
| التهاب الرئة المنظم                  | التهاب الرئة المنظم مجهول السبب                                                                                            |
| التهاب الرئة الخلالي اللمفاوي (LIP)  | LIP |

يعد التهاب الرئة الخلالي المعتاد أكثرها شيوعا.